# Ditrichum difficile
Ditrichum difficile là một loài rêu trong họ Ditrichaceae. Loài này được Duby M. Fleisch. mô tả khoa học đầu tiên năm 1904.